# Итакский час
И́такский час (англ. Ithaca hour) или сокр. Часы́ — местная валюта, используется в американском городе Итака и является старейшей и крупнейшей действующей системой местной валюты в США. Один итакский час рекомендуется как средство платежа за один час работы одного человека, хотя возможны и иные договорённости. Установлен курс обмена одного итакского часа на 10 американских долларов, но эмитент не обязуется проводить обмен по какому-либо курсу и не формирует резервы обеспечения.
По примеру итакских часов были созданы похожие системы в Мадисоне, Корваллисе.

## Валюта
Итакские часы не привязаны к национальной валюте и не могут быть свободно конвертируемы в другие валюты, хотя некоторые субъекты экономики могут согласиться приобрести такую валюту.
Денежные знаки итакских часов печатаются на высококачественной бумаге и используют тусклую графику которую тяжело подделать. Каждая банкнота имеет уникальный серийный номер, чтобы затруднить подделку.
В 2002 году была введена банкнота достоинством в одну десятую часа, благодаря спонсорской поддержке и пожеланиям пользователей, которым нужна была мелкая разменная банкнота. Эти банкноты подписывались президентом итакских часов Стивом Бурке и президентом компании спонсора эмиссии.

## История
Итакские часы были основаны графическим дизайнером Полом Гловером в ноябре 1991 года. Система имеет исторические корни в использовании скрипов, альтернативных и местных валютах, которые получили широкое распространение в США во времена Великой депрессии.
Гловер заметил, что сельскохозяйственный район приходил в упадок, так как жители тратили большую часть своих долларовых доходов на товары в магазинах, а магазины не покупали товары или услуги у местного населения. Таким образом большинство жителей, не имея достаточного количества свободных денежных знаков, не могли платить за товары и услуги местного производства. Такое положение дел уменьшало объём местного валового продукта и приводило к последовательному ухудшению местной экономической ситуации.
Пол Гловер напечатал банкноты с изображениями достопримечательностей города, детей и знаменитых людей. Купюры итакских часов печатаются в местной типографии, депонируются в местном кредитном союзе, пока на них не поставят серийные номера, а затем входят в законное обращение. Купюры защищены от подделок, они многоцветные, имеют серийные номера и рельефные изображения.
Первоначально каждый член системы получил купюры на сумму 4 часа (эквивалент 40 долларам).

## Управление системой валюты
Пол Гловер следит за улучшением обращения часов. Если у какого-то предприятия появляется излишек, Гловер обсуждает возможные пути их погашения с их владельцем. Гловер всегда знает о репутации того или иного торговца, использующего часы, и о товарах или услугах, которые тот производит. Неформальный попечительский совет, Муниципальная резервная система отслеживают обращение местной валюты и принимает решения об эмиссии. Гловер открыл Банк Часов (англ. Hours Bank), чтобы регулировать обращение местной валюты, обеспечивать прозрачность и расширять ассортимент товаров и услуг, которые можно оплатить часами. Организаторы работают с местными бизнесменами, выявляя товары, которые те покупают за пределами региона, и затем предлагают сотрудничество с местными потенциальными производителями таких же товаров. Таким образом работает программа замещения импорта, создаются новые рабочие места и жители сохраняют фиатную валюту (доллары) для приобретения тех товаров, которые в данный момент не производятся местными предприятиями.

## Экономическое развитие
С 1991 года было эмитировано Часов на сумму эквивалентную нескольким миллионам долларов США. Этой валютой пользовались тысячи жителей Итаки и принимались к оплате около 500 компаниями — медицинским центром, библиотекой, местными фермерами, кинотеатрами, ресторанами, боулингами, спортклубами, автосервисамии и домовладельцами. За часы работают сантехники, плотники, электрики, няни, хирурги, сиделки, автослесари. На часы можно купить продукты, очки, дрова, подарки и тысячи прочих товаров и услуг. Местный кредитный союз принимает часы в оплату процентов по закладным и займам. Часами платят аренду. Часы принимают Торговая палата и 300 других предприятий, 40 продавцов сельхозрынка, 55 фермеров, два крупнейших местных бакалейщика и 200 других предпринимателей.
В поддержку миссии поощрения местного экономического развития, Совет директоров предоставляет беспроцентные ссуды итакских часов и гранты местным некоммерческим организациям.
Номинал итакского часа поднимает уровень жизни самых низкооплачиваемых работников, не снижая заработки высокооплачиваемых. Итакские фермеры выплачивают поденщикам самую высокую ставку за крестьянский труд в мире: эквивалент 10 долларов США за человеко-час. С другой стороны, дантистам, массажистам и юристам, берущих за час больше усредненных 10 долларов, разрешено взимать несколько итакских часов за час времени. В Итаке разрыв между максимальной и минимальной почасовыми ставками имеет соотношение 5:1, что гораздо меньше, чем в официальной капиталистической экономике.

## Тезисы Гловера
Пол Гловер утверждает: 
«Экономика — это на 85 % психология…Когда 90 человек и три магазина согласились принимать эту валюту, наши деньги показали себя сильными, полностью надежными и просто великолепными. Настаивая на этом в течение 4,5 лет, мы добились их восприятия как надежных — они стали такими желанными, что люди предпочитают получать платежи именно в них. Это целый культурный процесс».

Чем обеспечиваются итакские часы? Очевидно, что не драгоценными металлами или коммодити. Часы не являются обязательствами эмитента. Они обеспечены уверенностью членов местной общины в их ценности. 
«Я думаю, что доллары США обеспечены морской пехотой США больше, чем всем остальным. Официальная валюта выпускается со скоростью 830 тысяч долларов дополнительного национального долга в минуту. Итакцы рассматривают свои Часы как реальные деньги, обеспеченные реальными людьми, реальным временем, реальными умениями и навыками. Напротив, доллары — это смешные деньги, больше не обеспеченные ни золотом, ни серебром, а всего лишь пятью триллионами национального долга. Мы наблюдали, как федеральные доллары приходили в город, сменяли нескольких владельцев и уходили из города, чтобы на них потом вырубались леса Амазонки — легкие планеты — или финансировались войны, а итакские часы, напротив, остаются в нашем регионе и помогают нам давать друг другу работу».

Когда деньги не покидают общину, транснациональные корпорации теряют интерес к этому региону, оставляя рынок местному бизнесу. Жизненный уровень людей в таком случае в большей степени определяется их собственными усилиями, а не конъюнктурой мировых рынков или спекуляциями на мировых биржах. 
«Национальная денежная система пускает деньги на спекулятивные вложения независимо от воздействия этих инвестиций на общины и на окружающую среду вместо того, чтобы вкладывать их в производство. У каждой общины есть таланты и деньги, не вознаграждаемые формальной экономикой. А община, вокруг которой проведена денежная граница, будет приносить свои таланты на рынок и давать нам больше покупательной силы для торговли друг с другом». «Достаточно госсекретарю США объявить, что наши деньги угрожают целостности доллара, от которого мы все зависим, — и конец».

## Статистика
С 1991 года было выпущено свыше 6300 купюр часов пяти номиналов на сумму эквивалентную 63 тысячам долларов США. Тысячи людей и 500 предприятий зарабатывали и тратили часы. Товарооборот с использованием часов превысил сумму эквивалентную 2 млн долларов. Выпускается каталог, который содержит список предприятий, принимающих часы, и рассказы об удачных обменах, привлекающие новых участников. Каждый, кто соглашается принимать банкноты, получает 2 часа. Через каждые восемь месяцев можно попросить дополнительные два часа в награду за продолжение участия в системе. Таким образом стимулируют оборот валюты. После эмиссии часов, их может использовать любой человек. 11 % часов эмитируется, как гранты общественным организациям. 35 некоммерческих организаций уже получили гранты на 610 часов (около $6100). Самой организацией Ithaca Hours были выданы гранты в часах на общую сумму свыше 10 тысяч долларов на 57 общественно-полезных проектов. 5 % часов может выпускаться на нужды самой системы, в первую очередь, для оплаты за печатание банкнот. Ссуды в часах выдаются только беспроцентные.